# Zenson di Piave
Zenson di Piave är en ort och kommun i provinsen Treviso i regionen Veneto i Italien. Kommunen hade 1 811 invånare (2018).